# Бионическая женщина
«Бионическая женщина» (англ. Bionic Woman, также встречается перевод «Биобаба») — американская телевизионная драма, созданная Дэвидом Эйком, производства NBC Universal Television Group, GEP Productions и David Eick Productions, показанная в 2007 году. Является ремейком одноименного телесериала 1976 года, созданного Кеннетом Джонсоном по мотивам романа Мартина Кэйдина «Киборг».
Производство сериала было остановлено из-за Забастовки Гильдии сценаристов США осенью 2007 года. Впоследствии сериал был отменён вследствие низких рейтингов.

## Сюжет
Барменша Джейми Соммерс, живущая в Сан-Франциско вместе со своей сестрой-подростком, изо всех сил пытается свести концы с концами. Почти погибшую в автокатастрофе Джейми спасает её парень Уилл Антрос, сделавший ей передовую операцию, в ходе которой поврежденные части тела были заменены продвинутыми бионическими протезами и имплантатами. С экстраординарной силой, скоростью и искусственно увеличенными способностями Джейми начинает работать на Группу Беркут — организацию, ответственную за её операцию. Джейми должна научиться пользоваться своими новыми способностями.
Модификациями Джейми являются: бионические ноги, бионическая правая рука, бионическое правое ухо, бионический глаз и нанороботы, называемые антроцитами, которые способны исцелять её тело в ускоренном темпе.

## В ролях

### Главные герои
- Мишель Райан — Джейми Уэллс Соммерс
- Мигель Феррер — Джонас Бледсо
- Молли Прайс — Рут Тредуэлл
- Уилл Юн Ли — Джей Ким
- Люси Хейл — Бекка Соммерс
- Крис Бауэрс — Уилл Антрос
- Марк Шеппард — Энтони Антрос

### Второстепенные герои
- Кэти Сакхофф — Сара Корвус
- Исайя Вашингтон — Антонио Пэйп
- Кевин Рэнкин — Натан
- Джордан Бриджес — Том
- Карли Маккиллип — Вивиан

Съёмки проходили в Ванкувере.